# محمودآباد، جوانرود
محمودآباد روستایی در دهستان پلنگانه،بخش مرکزی شهرستان جوانرود در استان کرمانشاه است. جمعیت این روستا در سال ۱۳۸۵ خورشیدی ۶۵ نفر بوده است.